# Gerichtsbezirk Reifnitz
Der Gerichtsbezirk Reifnitz (slowenisch: sodni okraj Ribnica) war ein dem Bezirksgericht Reifnitz unterstehender Gerichtsbezirk im Kronland Krain. Er umfasste Teile des politischen Bezirks Gottschee (Kočevje) und wurde 1919 dem Staat Jugoslawien zugeschlagen.

## Geschichte
Der Gerichtsbezirk Reifnitz entstand infolge eines Ministervortrags vom 6. August 1849, in dem die Grundzüge der Gerichtseinteilung festgelegt wurden. Nachdem im Dezember 1849 die Gebietseinteilung der Gerichtsbezirke sowie die Zuweisung der Gerichtsbezirke zu den neu errichteten Bezirkshauptmannschaften durch die „politische Organisierungs-Commission“ festgelegt worden war, nahmen die Bezirksgerichte der Krain per 1. Juni 1850 ihre Tätigkeit auf. Dem Bezirksgericht Reifnitz wurden durch die Landeseinteilung der Krain im März 1850 die 21 Orte Dane, Dolenja Vas (Niederndorf), Gora, Goričavas (Weikersdorf), Grčarice (Masern), Hrib, Jurjovica (Jurjowitz), Gorenjavas (Oberdorf), Potiskavec (Potiskauz), Podtabor,  Prigorica (Büchelsdorf), Rakitnica (Rakitnitz), Ribnica (Reifnitz), Retie, Sušje (Schuschie), Sodražica (Soderschitz), Travnik (Traunik), Velike Poljane (Grosspölland), Vinice (Weinitz), Zamostec (Brückel) und Žigmarice (Schigmaritz) zugewiesen. Zusammen mit den Gerichtsbezirken Gottschee (Kočevje) und Grosslaschitz (Velike Lašče) bildete der Gerichtsbezirk Reifnitz den Bezirk Gottschee.
Der Gerichtsbezirk wies 1880 eine anwesende Bevölkerung von 12.508 Personen auf, wobei 12.146 Menschen Slowenisch und 340 Menschen Deutsch als Umgangssprache angaben. 1910 wurden für den Gerichtsbezirk 13.062 Personen ausgewiesen, von denen 12.628 Slowenisch (96,7 %) und 301 Deutsch (2,3 %) sprachen. 85 % der deutschsprachigen Bevölkerung des Gerichtsbezirks lebten dabei in der Gemeinde Niederndorf (Dolenja Vas), wobei sich die Deutschsprachigen in der Gemeinde auf die zwei Ortschaften Grčarske Ravne (Masereben) und Grčarice (Masern) verteilten. In Masern stellte die deutschsprachige Bevölkerung dabei 98 % der Bevölkerung.
Durch die Grenzbestimmungen des am 10. September 1919 abgeschlossenen Vertrages von Saint-Germain wurde der Gerichtsbezirk Reifnitz zur Gänze dem Königreich Jugoslawien zugeschlagen.

## Gerichtssprengel
Der Gerichtssprengel Reifnitz umfasste infolge der Zusammenfassung der Katastralgemeinden zu Gemeinden 1910 die zehn Gemeinden Dane, Gora, Jurjevica (Jurjowitz), Loški Potok (Laserbach), Dolenja Vas (Niederndorf), Ribnica (Reifnitz), Sodražica (Soderschitz), Struge (Strug), Sušje und Velike Poljane (deutsch: Großpölland).